# Temmener Mühle

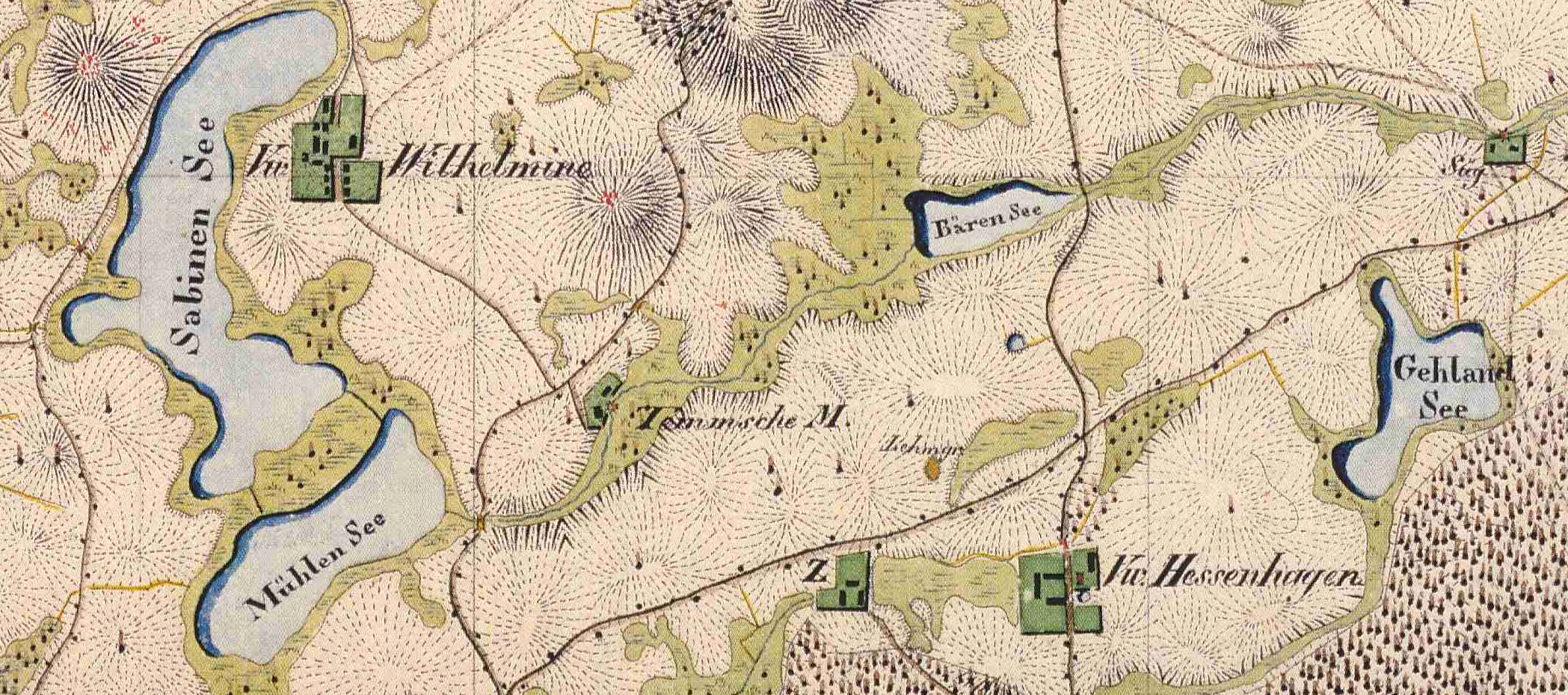
Willmine (Vw. Wilhelmine) und Temmener Mühle (Temmsche Mühle), Gem. Gerswalde, Hessenhagen und Hessenhagener Mühle, Gem. Flieth-Stegelitz, Ausschnitt aus dem Urmesstischblatt 2848 Gerswalde von 1826

Die Temmener Mühle war ein Wohnplatz von Groß Fredenwalde, einem Gemeindeteil von Gerswalde im Landkreis Uckermark (Brandenburg). Die bereits im Mittelalter angelegte Wassermühle fiel schon im 14. Jahrhundert (vor 1375) wüst. 1588 ist wiederum eine Wassermühle belegt, die im Dreißigjährigen Krieg zerstört wurde (1687 noch wüst). 1699 ist die neuzeitliche Wassermühle belegt. 1846 wurde zusätzlich ganz in der Nähe der Wassermühle noch eine Bockwindmühle angelegt. Temmener Mühle ist noch 1957 als Wohnplatz belegt. Die Gebäude wurden danach zu einem nicht bekannten Zeitpunkt abgerissen.

## Lage
Der Wohnplatz Temmener Mühle lag knapp einen Kilometer südöstlich von Willmine, ca. zwei Kilometer südwestlich von Groß Fredenwalde, ca. 1,3 km westnordwestlich von Hessenhagen und ca. 2,2 km nordöstlich von Alt-Temmen. Das Areal des ehemaligen Wohnplatzes gehört heute zur Gemarkung Groß Fredenwalde. Bis 1928 gehörte Temmener Mühle jedoch zum Gutsbezirk Alt-Temmen.
Temmener Mühle lag an einem Teilstück der Ucker zwischen Mühlensee und Behrendsee auf etwa 57 m ü. NHN.

## Geschichte
Im Mittelalter gab es zwei Wassermühlen zwischen Groß Fredenwalde und Alt-Temmen. 1375 waren aber beide Mühlen wüst. Eine der Mühlen kann wohl mit der späteren Temmener Mühle identifiziert werden. Über den Standort der zweiten Mühle kann dagegen nur spekuliert werden. Sie stand vermutlich am Ausfluss der Ucker aus dem Mühlensee, der im 13. Jahrhundert mit dem Sabinensee noch einen See bildete. Diese Mühle wird bereits 1269 genannt ... in molendino, quod iacet ante stagnum. quod dicitur Savin ... Ritter Heinrich von Stegelitz stattete damals das Zisterzienserinnenkloster in Boitzenburg mit Abgaben aus der Mühle aus.
Spätestens bis 1588 war eine der beiden Wassermühlen, wohl die später so genannte Temmener Mühle wieder aufgebaut. Da sie zum Rittergut Fredenwalde gehörte, wurde sie damals Fredenwalder Wassermühle genannt. 1624 ist der Erbmüller der Fredenwalder Wassermühle erwähnt. Diese Wassermühle wurde im Dreißigjährigen Krieg zerstört.
1687 ist von einer (wieder arbeitenden) Wassermühle noch nicht die Rede bzw. 1689 ist nur die Wassermühlenstelle genannt. 1699 war sie wieder aufgebaut, denn in diesem Jahr ist mit Christoph Lehmann (wieder) ein erster Mühlenmeister erwähnt. 1702, 1711 und 1745 ist die Wassermühle zu Fredenwalde mit einem Gang beschrieben. Ab 1757 gehörte sie zu Alt-Temmen. 1775 heißt sie erstmals Temmensche Mühle. Im Schmettauschen Kartenwerk von 1767/87 ist die Mühle dagegen noch als Fredenwalder Mühle eingezeichnet.
1823 wollte der Mühlenmeister Christian Friedrich Liez eine Bockwindmühle neben der Wassermühle erbauen lassen. Der damalige Besitzer des Rittergutes Alt-Temmen Ludwig Bernhard von Arnim legte dagegen Widerspruch ein, der aber abgewiesen wurde. In der Nacht vom 27. auf den 28. Mai 1824 brannte die Mühle (und die schon erbaute Bockwindmühle?) ab. Es kam der Verdacht auf, dass die Mühlenbesitzer den Brand absichtlich gelegt hätten. Nach einer eingehenden Untersuchung wurden die Mühlenbesitzer aber völlig freigesprochen, das Feuer fahrlässig oder absichtlich gelegt zu haben. Die Mühle wurde bald nach dem Brand wieder aufgebaut. Aber erst 1842 ließ Mühlenmeister Lietz tatsächlich eine Bockwindmühle bei der Wassermühle bauen. In der Folgezeit verkaufte er Wassermühle und Bockwindmühle an Rudolph Polensky.
Polensky kam aber bald in wirtschaftliche Schwierigkeiten. 1858 wurde nämlich die dem Mühlenmeister Rudolph Polensky gehörige Temmener Wassermühle, abgeschätzt auf 10.073 Taler 20 Groschen, öffentlich versteigert. Anscheinend wurde das Mühlenanwesen von Friedrich Wilhelm Otto ersteigert. 1859 wird das Mühlenanwesen als Etablissement bezeichnet. 1861 war die Temmener Wassermühle eine kombinierte Getreide- und Ölmühle. Daneben stand noch eine Bockwindmühle. Doch auch Friedrich Wilhelm Otto blieb nicht lange im Besitz der Temmener Mühle. Bereits 1862 betrieb  Albert Rohrbeck die Mühle. Die Familie Rohrbeck blieb im Besitz der Mühle zumindest bis 1937. 1925 hatte der Wohnplatz Temmener Mühle 10 Einwohner.
Die Wassermühle war bis Mitte/Ende des 18. Jahrhunderts im Besitz des Rittergutes Fredenwalde, danach im Besitz des Rittergutes Alt-Temmen. Seit Mitte des 19. Jahrhunderts gehörte die Temmener Mühle zum Gutsbezirk Alt-Temmen. Mit der Einführung der Amtsbezirke 1874 in der damaligen Provinz Brandenburg wurde der Gutsbezirk Alt-Temmen mit der Temmener Mühle dem Amtsbezirk 8 Ringenwalde des Kreises Templin zugewiesen. 1928 wurden die Gutsbezirke Alt-Temmen und Neu-Temmen zur Gemeinde Temmen vereinigt. Die Temmener Mühle wurde aber der Gemeinde Groß Fredenwalde zugewiesen.

## Mühlenbesitzer (Übersicht)
- 1699 Christoph Lehmann[5]
- 1742–1748 Mühlenmeister Johann Friedrich Otto[7][5]
- 1780 Mühlenmeister Negendank[8][5]
- 1787 bis 1810 (†) Wassermüller Christoph Liez[5]
- zw. 1810 und 1823 verpachtet an Wilhelm Thiele, NN. Beyer und NN. Müncheberg[5]
- 1823 Christian Friedrich Liez (Sohn des Christoph Liez)
- 1842 Mühlenmeister Lietz[3]
- 1851,[5] 1852,[9] 1858 Mühlenmeister Rudoph Polensky in Alt-Temmen[4]
- 1859 Friedrich Wilhelm Otto[5]
- 1862 Albert Rohrbeck[5]
- 1937 NN. Rohrbeck[5]